# Fonio
Fonio é uma variante do painço. É o termo usado para os grãos cultivados do género Digitaria. É muito comum em algumas partes de África e na Índia. Os grãos são bastante pequenos e existem diferentes variedades.